# Bring your own encryption
Bring your own encryption (BYOE) також відома як bring your own key (BYOK) — це маркетингова модель безпеки хмарних обчислень, яка має на меті допомогти клієнтам хмарних послуг використовувати своє власне програмне забезпечення шифрування та керувати власними ключами шифрування. BYOE дозволяє клієнтам хмарних послуг використовувати віртуалізований приклад власного програмного забезпечення для шифрування разом із бізнес-застосуваннями, які вони розміщують у хмарі, щоб зашифрувати свої дані. Розміщені бізнес-застосування потім налаштовуються так, що всі їхні дані оброблятимуться програмним забезпеченням для шифрування, яке потім зашифровані дані записуються на фізичній носій постачальника хмарних послуг і легко розшифровуються за запитами на пошук.
Це дає підприємству відчутний контроль над своїми власними ключами та створення власного головного ключа, покладаючись на власні внутрішні апаратні модулі безпеки, які потім передаються до модулів безпеки в хмарі. Власники даних можуть вважати, що їхні дані захищені, оскільки головний ключ знаходиться в апаратному модулі безпеки підприємства, а не у постачальника хмарних послуг. Коли дані більше не потрібні (тобто, коли користувачі хмари вирішують відмовитися від хмарного сервісу), ключі можна просто видалити. Така практика називається крипто-шредінг.